# Tom Rothrock
Tom Rothrock este un producător, compozitor și muzician. El, ca producător, a lucrat cu James Blunt, Foo Fighters, Moby, Beck, Badly Drawn Boy, R. L. Burnside, Moby, Athlete, Sloan, Gwen Stefani, Motorhead, Elbow, Stevie Nicks, Poison, Elliott Smith și cu Richard Thompson. De a asemenea, Tom Rothrock a compus coloane sonore pentru filme ca: About A Boy, Good Will Hunting, Collateral (film) și The SpongeBob SquarePants Movie. Debutul lui James Blunt (Back to Bedlam) a fost văzut ca fiind cel mai bine vândut album al decadei 2000. Totodată, albumul a intrat în  Guinness World Records, ca fiind cel mai vândut album în Marea Britanie într-un an ( 2.368.000 copii în 2005).

## Discografia

### Albume solo
- 2014 "Brightest Starr" Single - Tom Rothrock Featuring Marie´ Digby
- 2010: All Right Now Ep - Tom Rothrock
- 2010: FuzzFace Ep - Tom Rothrock
- 2010: Magneto Ep – Tom Rothrock
- 2010: Eivissa Ep – Tom Rothrock
- 2007: Resonator Lp – Tom Rothrock

### Albume produse
- 2013:  Moon Landing - James Blunt
- 2013:  Division Street - Harper Simon
- 2011:  Blue Sky Blue - Pete Murray
- 2009:  Harper Simon - Harper Simon
- 2009:  Black Swan - Athlete
- 2009:  The Show - Yonder Mountain String Band
- 2008:  Unfold – Marie Digby
- 2007:  All the Lost Souls – James Blunt
- 2007:  New Moon – Elliott Smith
- 2007:  Never Slow Down – Roman Carter
- 2006:  Yonder Mountain String Band – Yonder Mountain String Band
- 2005:  Leaders Of The Free World – Elbow
- 2005:  Surgery – The Warlocks
- 2005:  Exploration – Sarah Lee Guthrie & Johnny Irion
- 2005:  Back to Bedlam – James Blunt
- 2004: Launchpad – Particle
- 2004: Greatest Hits: 30 Years Of Rock Who Do you Love Remix – George Thorogood
- 2003: Action Pact – Sloan
- 2003: Third Shift Grotto Slack – Jay Farrar
- 2002: Have You Fed the Fish? – Badly Drawn Boy
- 2002: About A Boy – Badly Drawn Boy
- 2001: Hell Below/Stars Above – Toadies
- 2000: Supreme Beings Of Leisure – Supreme Beings Of Leisure
- 2000: Figure 8 – Elliott Smith
- 1999: Mock Tudor – Richard Thompson
- 1998: XO – Elliott Smith
- 1998: Aquamosh – Plastilina Mosh
- 1998: Come On In – R. L. Burnside
- 1997: Either/Or – Elliott Smith
- 1997: Good Will Hunting#Soundtrack – Good Will Hunting
- 1997: Mr. Wizard – R. L. Burnside
- 1996: Mic City Sons – Heatmiser
- 1996: Static Prevails – Jimmy Eat World
- 1996: Odelay – Beck
- 1995: Foo Fighters – Foo Fighters
- 1995: Daredevil – Fu Manchu
- 1994: Rubberneck – Toadies
- 1994: Mellow Gold – Beck
- 1994: Box Set – Wool
- 1993: Fishy Pants – Muzza Chunka
- 1993: Test Your Own Eyes – Dog Society
- 1992: Budspawn – Wool
- 1991: Swallow This Live – Poison
- 1991: Timespace - The Best of Stevie Nicks – Stevie Nicks

### Producții muzicale pentru filme
- 2012: Holy Motors
- 2004: Collateral
- 2004: The SpongeBob SquarePants Movie
- 2004: Shrek 2
- 2002: About A Boy
- 1999: Sopranos
- 1997: Good Will Hunting